# EnigmaMuseum
Das EnigmaMuseum ist ein virtuelles Museum mit Sitz im amerikanischen Bundesstaat Vermont. Es widmet sich der Geschichte der Kryptographie und Nachrichtentechnik.
Im besonderen Fokus steht die Rotor-Schlüsselmaschine Enigma, die im Zweiten Weltkrieg von der deutschen Wehrmacht zur Verschlüsselung ihres Nachrichtenverkehrs verwendet wurde, der von polnischen, britischen und amerikanischen Kryptoanalytikern gebrochen werden konnte.
Das Museum stellt auf seiner Website reichhaltig bebilderte Informationen zur Enigma und anderen Schlüsselmaschinen zur Verfügung.

## Geschichte
Das EnigmaMuseum ist ein kommerzielles Unternehmen, das originale Enigma-Maschinen sammelt, restauriert, dokumentiert, beschreibt und handelt. Darüber hinaus befasst es sich auch mit funktechnischen sowie anderen kryptographischen Geräten, wie beispielsweise der Schweizer Nema, der amerikanischen M-209 oder der russischen Fialka. Ferner verfügt es über eine umfangreiche Sammlung historischer Morsetasten. Seine Exponate stellt es als Requisiten für Film- und Fernsehproduktionen und für Ausstellungen zur Verfügung. Zu seinen Kunden zählt das Museum von Bletchley Park, das National Cryptologic Museum der USA, das Deutsche Museum, die Harry S. Truman Presidential Library and Museum, die Universität von Brasilien, das Chatham Marconi Maritime Center und das ehemalige Internationale Museum des Zweiten Weltkriegs.

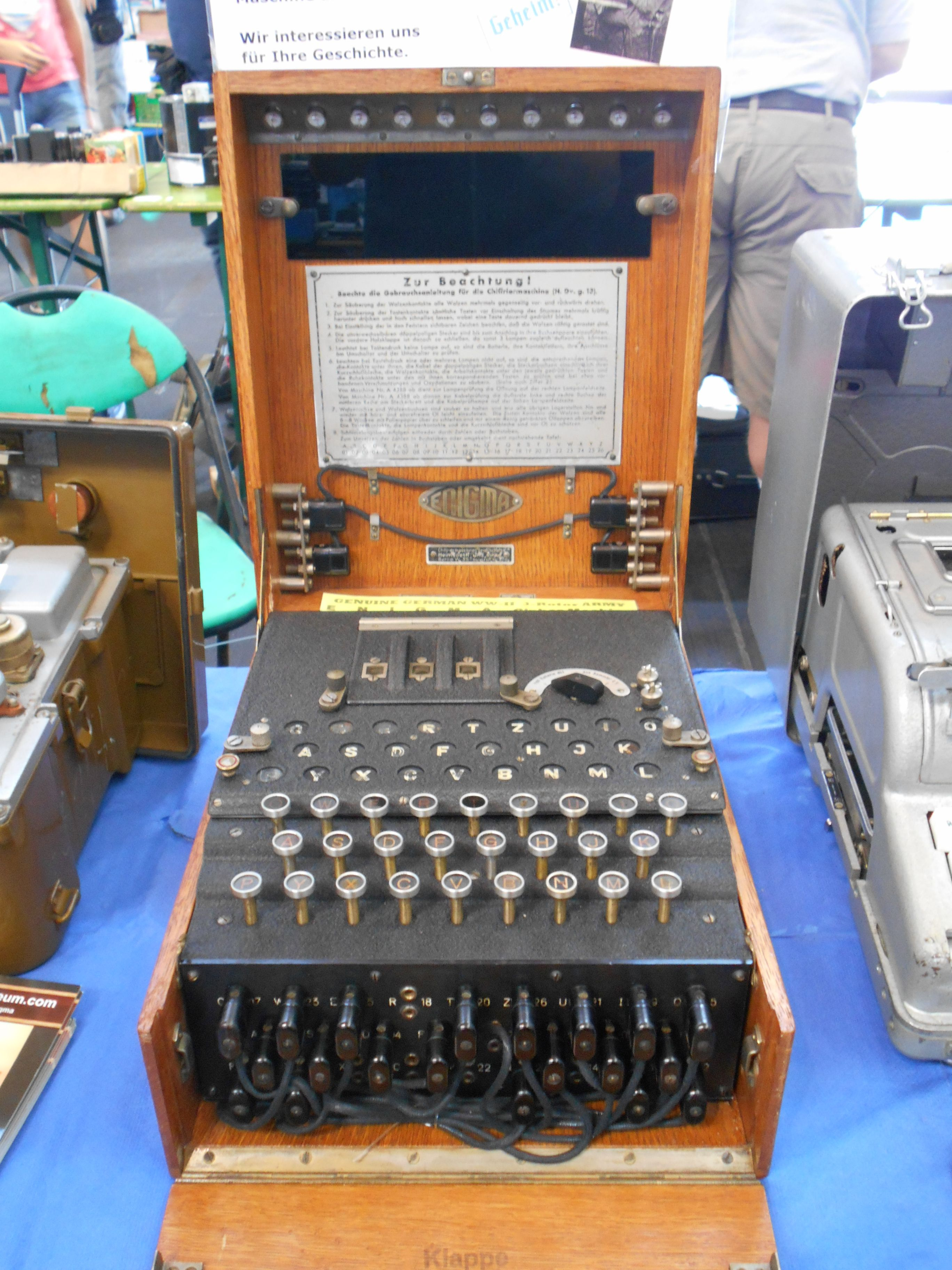
Enigma auf der Ham Radio (2016)

Der Museumsgründer, Thomas Perera, war 35 Jahre lang berufstätig, unter anderem als Professor für Neurowissenschaften an der Columbia-Universität in New York City sowie dem Barnard College und dem Montclair State College. Nach seiner Pensionierung intensivierte er seine Forschungen zur Geschichte, Funktion und Entzifferung der Enigma. Er unternimmt häufig Auslandsreisen, um Enigma-Maschinen zu lokalisieren und zu dokumentieren und die Erzählungen von ehemaligen Enigma-Bedienern aufzuzeichnen. Zusammen mit seinem Sohn, Dan Perera, hat er Inside Enigma verfasst, ein Buch, das das „Innenleben“ der Enigma anhand von etwa fünfhundert Fotos detailliert illustriert. Er hält häufig Vorträge zur Enigma und anderen Chiffriermaschinen. So leitet er beispielsweise das jährlich im Juni auf der internationalen  Amateurfunk-Messe Ham Radio in Friedrichshafen stattfindende Enigma-Forum. Sowohl auf dem Flohmarkt der  Ham Radio als auch beispielsweise auf dem des Massachusetts Institute of Technology (MIT) ist das EnigmaMuseum regelmäßig mit einem Messestand vertreten.

## Schriften
- Tom Perera, Dan Perera: Inside Enigma. 2. Auflage, Radio Society of Great Britain (RSGB) 2019, ISBN 9781-9101-9371-6.